# Wiewiecko
Wiewiecko (niem. Henkenhagen) – wieś w Polsce położona w województwie zachodniopomorskim, w powiecie łobeskim, w gminie Węgorzyno, przy drodze krajowej nr 20 Stargard - Szczecinek - Gdynia. Wieś posiada kilka części, a nad jedną z nich znajduje się jezioro Wiewiecko.
W latach 1946–1998 miejscowość administracyjnie należała do województwa szczecińskiego.
Według danych z 1 stycznia 2011 roku wieś liczyła 201 mieszkańców. 

## Zabytki
- park pałacowy, pozostałość po  pałacu[5].

## Osoby urodzone lub związane z Wiewieckiem
- Christoph Friedrich Berend von Borcke, także von Borck (ur. 11 stycznia 1689, zm. 22 lipca 1770 w Wangerin) — pruski starosta (Landrat), który od około 1722 aż do śmierci kierował powiatem Borcków na Pomorzu Zachodnim. Właściciel majątku ziemskiego w Wiewiecku.